# Micronycteris homezi
Micronycteris homezi is een zoogdier uit de familie van de bladneusvleermuizen van de Nieuwe Wereld (Phyllostomidae). De wetenschappelijke naam werd voor het eerst officieel gepubliceerd door Pirlot in 1967.

## Voorkomen
De soort komt voor in het noordwesten van Venezuela, Guyana, Frans-Guyana en Brazilië.